# Коле Арена (Пескара)
Коле Арена (итал. Colle Arena) је насеље у Италији у округу Пескара, региону Абруцо.
Према процени из 2011. у насељу је живело 12 становника. Насеље се налази на надморској висини од 584 м.